# Життєва сила (фільм)
«Життєва сила» (англ. Lifeforce) — британський фантастичний фільм жахів 1985 року. Знятий за науково-фантастичним романом англійського письменника Коліна Вілсона «Космічні вампіри»

## Сюжет
Космічна експедиція досліджує комету Галлея під керівництвом полковника Тома Карлсена і натикається на дивний об'єкт. Усередині екіпаж знаходить три саркофага, що містять людські тіла, з яких одне жіноче. Саркофаги переносять на борт станції, після чого Земля кілька тижнів не отримує новин від експедиції. Посилають нову групу, яка виявляє, що всі члени екіпажу мертві, за винятком Тома Карлсена. Саркофаги привозять на Землю і відправляють в дослідницький центр Лондона. Там молода жінка з саркофага оживає і висмокчує з охоронця енергію. Потім охоронець оживає і кусає доктора. Після цього ожилі мерці починають тероризувати все місто, і тільки смерть інопланетянки зможе зупинити це.

## У ролях
| Актор                | Роль                      |
| -------------------- | ------------------------- |
| Стів Рейлсбек        | полковник Том Карлсен     |
| Пітер Фірт           | полковник Колін Кейн      |
| Френк Фінлей         | доктор Ганс Фаллада       |
| Матильда Мей         | космічна дівчина          |
| Патрік Стюарт        | доктор Армстронг          |
| Майкл Готард         | доктор Буковський         |
| Ніколас Болл         | Роджер Деребрідж          |
| Обрі Морріс          | сер Персі Гезелтайн       |
| Ненсі Пол            | Еллен Дональдсон          |
| Джон Галлам          | Лемсон                    |
| Джон Кіген           | охорона                   |
| Кріс Джаггер         | перших вампір             |
| Білл Малин           | другий вампір             |
| Джером Вілліс        | патологоанатом            |
| Дерек Бенфілд        | лікар                     |
| Джон Вуднатт         | металург                  |
| Джон Форбс-Робертсон | міністр                   |
| Пітер Портеус        | прем'єр-міністр           |
| Кетерін Шофілд       | секретар прем'єр-міністра |
| Оуен Голдер          | перший вчений             |

## Саундтрек
| Список треків | Список треків              | Список треків |
| #             | Назва                      | Тривалість    |
| ------------- | -------------------------- | ------------- |
| 1.            | «Lifeforce Theme»          | 3:34          |
| 2.            | «Evil Visitation»          | 2:21          |
| 3.            | «Spacewalk»                | 4:43          |
| 4.            | «Into the Alien Craft»     | 3:06          |
| 5.            | «Exploration»              | 2:49          |
| 6.            | «Sleeping Vampires»        | 2:58          |
| 7.            | «Carlson's Story»          | 4:12          |
| 8.            | «The Girl in the Raincoat» | 3:28          |
| 9.            | «Web of Destiny Part I»    | 2:54          |
| 10.           | «Web of Destiny Part II»   | 2:54          |
| 11.           | «Web of Destiny Part III»  | 4:10          |
| 37:09         |                            |               |